# Peter Balakian
Peter Balakian, né le 13 juin 1951 à Teaneck dans le New Jersey, est un écrivain, poète et historien américain.

## Biographie
Peter Balakian est né en 1951 dans une famille d'origine arménienne. Il possède un doctorat en civilisation américaine et occupe une chaire de sciences humaines à l'université Colgate.
Une part importante de son œuvre porte sur le génocide des Arméniens de 1915. C'est ainsi qu'en 1997, Balakian publie Black Dog of Fate , récit du réveil de son identité arménienne à la suite d'une enquête familiale. Peter Balakian publie en 2003 Le Tigre en flammes, une étude sur les réactions de la communauté internationale et notamment de l'opinion publique américaine face au génocide arménien. Ce livre lui a valu en 2005 le prix Raphael Lemkin. En 2016, il reçoit le Prix Pulitzer pour Ozone Journal.

## Famille
- Il est le petit-neveu de l'archevêque Krikor Balakian.